# 高德软件

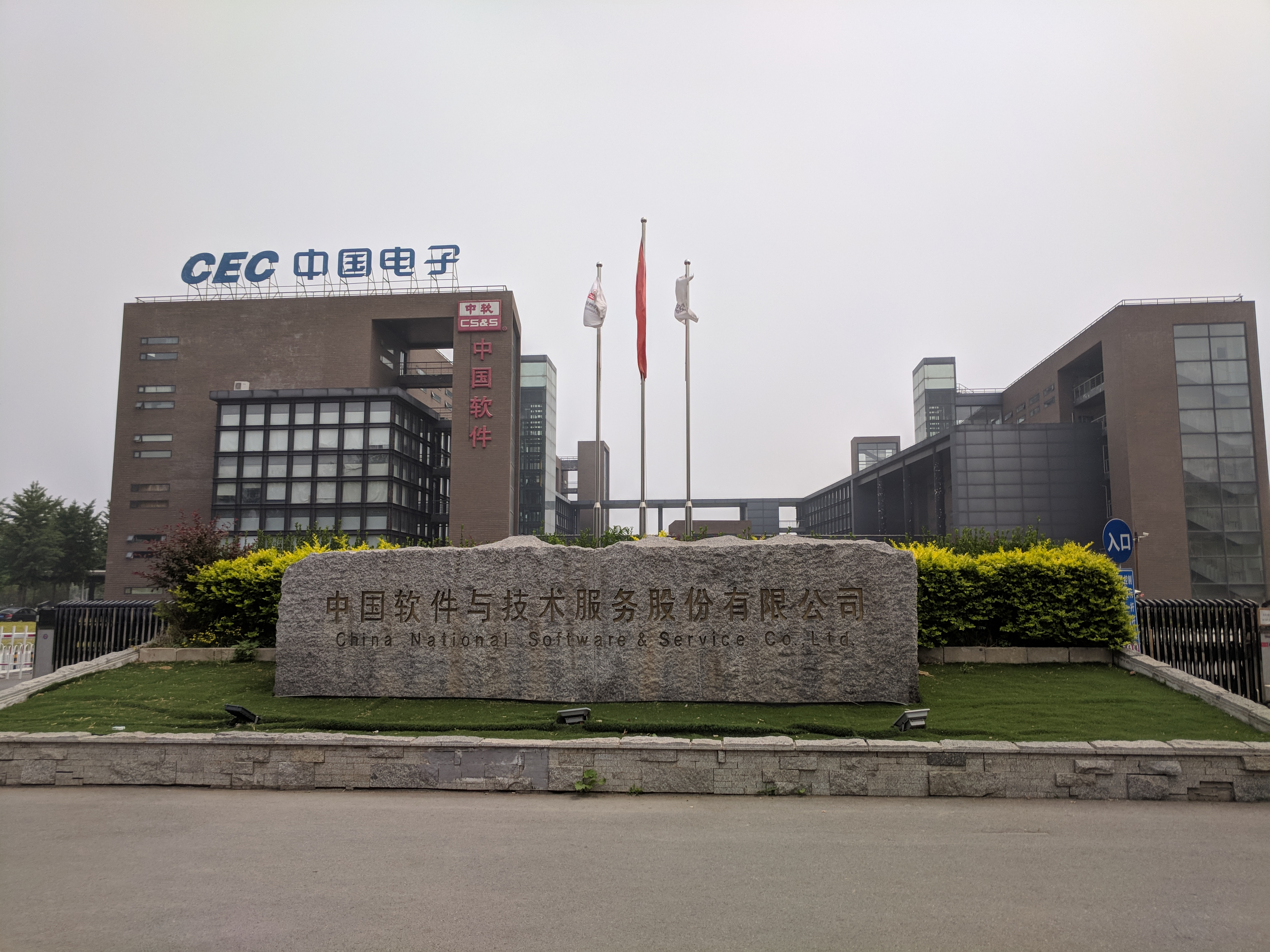
在昌平科技园区的高德软件有限公司数据生产基地。

高德软件有限公司是成立于2001年、总部位于中国大陆的导航电子地图内容和位置服务解决方案提供商，具有中国国家甲级导航电子地图测绘资质。其下属全资子公司北京星天地信息科技有限公司拥有航空摄影甲级资质，其下属公司北京图盟科技有限公司是中国大陆电子地图网站。
2014年4月11日，阿里巴巴以15亿美元收购高德软件，高德成为阿里巴巴的全资子公司。
高德软件是Google地图、必应地图、360地图在中国大陆的合作伙伴，也是与其它自駕公司在中国大陆的高精度地图数据提供商，高德地图软件是主打公信力與更新速度較對手更快
。也是中國版本蘋果手機內建苹果地图的圖資獨家供應商。

## 高德地图
高德地图是高德软件开发的一款免费在线导航产品，從最早的地圖導航，到提供餐饮、汽车、购物推荐等服务并具有定位、资讯、评价、平行推送等功能；具有出行查询功能：地名信息查询、分类信息查询、公交换乘、驾车路线规划、公交线路查询、位置收藏夹等丰富的基础地理信息查询工具。
2013年7月，高德地图更新，新增打车功能，综合“快的打车”、“滴滴打车”两家资源，覆盖80%市场份额。与阿里巴巴合作后，高德地图凭借高市场占有率，逐渐从单一地图向移动定位服务（LBS）工具箱转变，主要業務改為圖資平台。新版高德地图不仅增加了可预约的出租车数量，覆盖城市也扩展到26个。